# أروع جواسيس
أروع جواسيس مسلسل رسوم متحركة فرنسي كندي من إنتاج شركة ماراثون ميديا وإماج إنترتيمنت كوربوراشون. تم عرض المسلسل لأول مرة في 15 مارس 2009 واستمر عرضه حتى 25 مايو 2012 . دُبلِج المسلسل للغة العربية وعُرض على عدة قنوات منها قناة إم بي سي 3.

## القصة
يحكي المسلسل قصة أربعة أطفال إخوة؛ هم الأولاد الثلاثة «توني»، و«مارك»، و«لي»، وأختهم «ميجان»، الذين يقع عليهم اختيار السيد «جيري ليوس»، رئيس المنظمة العالمية لحماية الإنسان، والمعروفة اختصارًا باسم «ووب»، للعمل كعملاء سريين دوليين، بعد أن شاهد شريط الفيديو الذي كشف له عن مهاراتهم وقدراتهم الخارقة.
بينما كان الأطفال الأربعة عائدين ذات يوم لتوهم من المدرسة؛ مروا بوالدهم بمحل الأدوات الرياضية الخاص به، ليطلبوا منه مصروفهم، وعندما توجه الأب معهم إلى البنك المجاور، فوجئوا جميعًا بتعرُّض البنك لحالة سرقة، فتدخلوا على الفور، وأظهروا شجاعة فائقة في مهاجمة اللصوص والدفاع عن البنك.
لما شاهد السيد «جيري ليوس» ذلك؛ أُعجب بمهاراتهم وقدراتهم، وقرر على الفور ضمهم إلى منظمته، وراح يراقبهم في حياتهم اليومية، وتأكد مما يمتلكونه من مهارات فطرية، وقدرات ذهنية مدهشة.
فيحاول الأطفال الأربعة الجمع بين حياتهم اليومية والتزاماتهم الدراسية من ناحية، والعمل كعملاء سريين من ناحية أخرى.

## الشخصيات
- جيري لويس

مؤسس ومدير المنظمة العالمية لحماية الإنسان، وهو رجل بريطاني يتمتع بالجدية والوقار.
قرر أن يوظف الإخوة الأربعة كعملاء سريين، بعد أن شاهد وراقب ما يتمتعون به من قدرات خاصة، ومهارات فائقة.
يقوم بنفسه بتحديد مهام عملاء المنظمة، ويوزع عليهم الأدوار، ويزودهم بالمعلومات، بل ويتدخل بشكل مباشر في المواقف التي تستدعي منه ذلك.
يثير ظهوره في المسلسل بعض المواقف الكوميدية، ووجوده لا يطغى على أبطال المسلسل؛ حيث يقتصر دوره على توجيههم، ومتابعة ما يُسند إليهم من مهام.
- لي كلارك

فتى يبلغ من العمر 13 عامًا، وهو الأخ الأكبر بين إخوته، ويعتبرونه قائدًا لهم.
يتمتع بالجدية، فيما يبدو أخواه الآخران أكثر مرحًا منه.
يحب إخوته كثيرًا، ويهتم بهم دائمًا، ويتولى حمايتهم.
أكثر قوة من أخويه، ولديه حب شديد لممارسة الرياضة.
دوره كعميل سري للمنظمة العالمية لحماية الإنسان أهم بالنسبة للمنظمة من أدوار إخوته؛ فهو شخصية رئيسية تعتمد عليه المنظمة بشكل كبير.
- مارك كلارك

فتى يبلغ من العمر 12 عامًا، ويتمتع بذكاء شديد، ويُعتبر الأذكى بين الإخوة الأربعة الذين يعملون عملاء سريين.
معارفه كثيرة ومتنوعة، ولا يتوقف حائرًا أمام ما يستجد من أمور.
لطيف وحساس جدًّا، ولا يميل إلى إظهار مشاعره أمام إخوته.
يبدو مشاكسًا، ويميل دائمًا إلى التغيير في الأدوات ليوظفها في أغراض جديدة.
تعتبره المنظمة عميلا مثاليًّا، وهو بمثابة العقل والقلب لمجموعة الجواسيس.
- ميجان كلارك

فتاة متفائلة ونشيطة، تبلغ من العمر 12 عامًا، وهي الأخت الوحيدة للأشقاء الثلاثة.
متعلقة بإخوتها جدًّا، وتظن دائمًا أن بإمكانها صُنع ما يفعلونه بشكل أفضل.
يستفزها إخوتها الثلاثة بأنها مجرد فتاة، وهو ما يثير حماسها لفعل ما يطلب منها على الوجه الأكمل.
سعيدة جدًّا باختيار المنظمة لها للعمل كعميلة سرية، جنبًا إلى جنب مع إخوتها الثلاثة.
تتابع بدقة ما يتمتع به أخوها «لي» من قوة وفراسة وقدرات خاصة.
رغم أن إخوتها لا يقدرون دورها؛ إلا أنها تعتبر نفسها صاحبة دور هام وكبير بالنسبة للفريق.
عندما يُذكرها أحد إخوتها بأنها مجرد فتاة، فإنها تظهر على الفور طبيعتها النسائية، وتصبح ممثلة للنساء في كل مكان.
- توني كلارك

صبي يبلغ من العمر 11 عامًا، يتميز بالنشاط والجدية، وهو أحد الأشقاء الأربعة، العملاء السريين.
يرى أن لكل مشكلة حلا، ولا يمل البحث عن مخرج لما قد يواجهه من مواقف ومشكلات.
مقتنع جدًّا بأهمية دوره كعميل سري، ورغم أنه الأصغر بين إخوته؛ إلا أنه يرى أنه ليس أقل قوة أو شجاعة من أحدهم.
لا يفكر طويلا قبل تنفيذ ما يسند إليه من مهام، لذا يراه إخوته متهورًا، ولا يتمتع بالقدر المطلوب من الحكمة.
يتسبب في توريط إخوته في بعض المشكلات؛ نتيجة تسرعه وتهوره.
- كال كلارك

والد الإخوة الأربعة الذين يقع عليهم اختيار السيد «جيري لويس» للعمل كعملاء سريين تابعين للمنظمة العالمية لحماية الإنسان التي يملكها، ويقوم بإدارتها.
كان يعمل في السابق عميلا لإحدى المنظمات، ونجح بمشاركة زميلته السابقة التي أصبحت زوجته فيما بعد، في هزيمة كل من «ألفا» و«أوميجا».
يمتلك محلا للأدوات الرياضية، ويقوم بإدارته.
لا يعلم أن أطفاله الأربعة يعملون كعملاء للمنظمة العالمية لحماية الإنسان.
- كارين كلارك

والدة الأطفال الأربعة، وزوجة «كال كلارك»، وكانت تعمل معه في السابق كعميلة لإحدى المنظمات.
لا تعلم أن أولادها يعملون كعملاء للمنظمة العالمية لحماية الإنسان.
تحب أبناءها جدًّا، ولا تتوانى في خدمتهم، وتوفير سبل الراحة لهم.
تُبدي خوفًا شديدًا على أبنائها، وتحرص على سلامتهم، وتصبح قلقة جدًّا إذا ما أصيب أحدهم ولو بنزلة برد، فكيف يكون حالها إذا عرفت أنهم عملاء سريون يقومون بمحاربة الأشرار ومطاردتهم.
تحرص على أبنائها كثيرًا، وتحب أن تعلم ما يفعلون، وأين يتواجدون.
- تامي

تامي هي الفتاة الأكثر شعبية في مدرسة الجواسيس عمرها 13 عاما، وتعتبر المنافسة لميجان، غالبا ما تكون متكبرة وتكرهها ميجان بشدة.

## الحلقات

### الموسم الأول
1. بطاقات المغامرة الخفية
2. ديناصورات ضخمة
3. الجواسيس.. وجليسة الأطفال
4. مسابقة التزلّج
5. حماية النجم المشهور
6. عيد ميلاد تامي
7. من يربح مسابقة المدارس؟
8. الجواسيس.. والقذيفة البشرية
9. هل يستطيع الجواسيس إنقاذ الحيونات؟
10. الجواسيس يواجهون تحول العالم للتسعينيات

### الموسم الثاني
1. هروب تكنو تومي
2. زيارة العمة ترودي
3. الجواسيس في مهمة جليدية
4. مهمة النينجا في طوكيو
5. حاسوب ووب 123
6. قلادة تامي.. صخرة فضائية

## وصلات خارجية
- الموقع الرسمي
- SpieZ! Nouvelle Génération at جولي (قناة)
- أروع جواسيس على موقع IMDb (الإنجليزية)
- أروع جواسيس على موقع ميتاكريتيك (الإنجليزية)
- أروع جواسيس على موقع روتن توميتوز (الإنجليزية)
- أروع جواسيس على موقع ألو سيني (الفرنسية)
- أروع جواسيس على موقع قاعدة بيانات الفيلم (الإنجليزية)